# Corinthie
La Corinthie (en grec Κορινθία / Korinthía) est un district régional du nord de la péninsule du Péloponnèse dont la capitale est la ville de Corinthe. C’est le troisième district régional le plus important de la péninsule par sa population et le plus peuplé des districts régionaux de la périphérie du Péloponnèse.

## Dèmes (municipalités)

Les dèmes (municipalités) de Corinthie à la suite de la réforme Kallikratis (2010).

| Dème (municipalité)       | Chef-lieu  | District municipal | YPES code | Chef-lieu      | Code postal |
| ------------------------- | ---------- | ------------------ | --------- | -------------- | ----------- |
| 1. Corinthiens            | Corinthe   | Ássos-Lécheo       | 3002      | Perigiáli (el) | 200 11      |
| 1. Corinthiens            | Corinthe   | Corinthe           | 3006      |                | 201 00      |
| 1. Corinthiens            | Corinthe   | Saronique          | 3010      | Athíkia        | 200 05      |
| 1. Corinthiens            | Corinthe   | Solygie            | 3012      | Sofikó (el)    | 200 04      |
| 1. Corinthiens            | Corinthe   | Tenée              | 3014      | Chiliomódi     | 200 08      |
| 3. Loutráki-Ágii Theódori | Loutráki   | Ágii Theódori      | 3001      |                | 200 03      |
| 3. Loutráki-Ágii Theódori | Loutráki   | Loutráki-Perachóra | 3007      | Loutráki       | 203 00      |
| 4. Némée                  | Némée      | Némée              | 3008      |                | 205 00      |
| 6. Sicyonie               | Kiáto      | Feneós             | 3015      | Goúra          | 200 14      |
| 6. Sicyonie               | Kiáto      | Sicyone            | 3011      | Kiato          | 202 00      |
| 6. Sicyonie               | Kiáto      | Stymphale          | 3013      | Kaliani        | 200 16      |
| 2. Vélo-Vócha             | Zevgolatió | Vélo               | 3003      |                | 200 02      |
| 2. Vélo-Vócha             | Zevgolatió | Vocha              | 3004      | Zevgolatio     | 200 01      |
| 5. Xylókastro-Evrostína   | Xylókastro | Evrostína          | 3005      | Dervéni        | 200 09      |
| 5. Xylókastro-Evrostína   | Xylókastro | Xylókastro         | 3009      |                | 204 00      |

## Villes importantes
- Corinthe (Gr. Κόρινθος) pop. 1991: 28 071 - 2001: 29787
- Loutráki (Λουτράκι) pop. 1991: 8 876 - 2001: 10 673
- Kiáto (Κιάτο) pop. 1991: 9 212 - 2001: 9 655
- Xylókastro (Ξυλόκαστρο) pop. 1991: 5 633 - 2001: 5 173
- Ágii Theódori (Άγιοι Θεόδωροι) pop. 1991: 3 550 - 2001: 4 963
- Zevgolatió (Ζευγολατείο) pop. 1991: 3 604 - 2001: 4 119
- Némée (Νεμέα) pop. 1991: 4 001 - 2001: 4 078
- Lechaio (en) (Λέχαιο) pop. 1991: 2 276 - 2001: 3 726
- Vélo (Βέλο) pop. 1991: 3 179 - 2001: 3 017
- Vracháti (Βραχάτι) pop. 1991: 2 224 - 2001: 2 656
- Assos (el) (Άσσος) pop. 1991: 1 858 - 2001: 2 372

## Population
| Année | Population | Évolution       | %       | % du pays |
| ----- | ---------- | --------------- | ------- | --------- |
| 1981  | -          | -               | -       | -         |
| 1991  | 132 129    | -               | -       | -         |
| 2001  | 144 527    | 12 398 / 9,38 % | 14,07 % | 4,53 %    |